# 驚天動地獎門人
《驚天動地獎門人》（英語：The Super Trio Mega Show）是香港無綫電視於1999年播出的遊戲節目，本節目是獎門人系列中的第四輯。遊戲內容充满低俗搞笑性質。節目由固定班底「獎門人」曾志偉、兩位「獎老」林曉峰及錢嘉樂及兩位新加入女性「獎姐」歐倩怡及蘭茜主持。「獎門人」、「獎老」和「獎姐」分別是「掌門人」、「長老」和「長者」的諧音。曾為節目旁述的配音藝員為陳欣及招世亮。
當時無綫電視與播放外購劇《還珠格格》的亞洲電視收視競爭激烈，《還珠格格》對無綫的黃金時段節目造成威脅，經數度變陣後，眾多無綫劇集仍未能令無綫收視率挽回五成以上，於是曾志偉臨危受命，並且每星期播出五集。每天都播出不同篇，分別是驚天動地獎門人篇、天下無敵獎門人篇及超級無敵獎門人篇。主要是玩舊遊戲及新增現場觀眾參與遊戲嬴獎金獎品環節。雖然該系列以歷來最多主持及巨額獎金獎品迎戰，但由於該系列獎門人是臨危受命於短時間製成及推出以對付亞視收視已高收二字頭的《還珠格格》，因此該系列是至《開心無敵獎門人》首播前平均收視最差的獎門人節目，平均收視僅約20至24點，收視未能達到過往系列的慣性三字頭。不過整體而言，由於香港觀眾普遍對《還珠格格》第二輯反應不如第一輯，本輯獎門人收視在最後階段仍得以險勝。曾志偉亦曾揚言，若最終落敗，他便會離巢。
由於節目於星期一至五播放，本輯節目採用台主制。由該星期每集全場總冠軍於星期五節目中，透過淘汰賽決定一名參賽者，有機會獲得名貴汽車及豐富獎品。

## 節目資料
- 播出期間：1999年8月30日至1999年10月4日（逢星期一至五晚上20:30-21:30）
- 主持：曾志偉、林曉峰、錢嘉樂、歐倩怡、蘭茜
- 演出：蔡慧敏、劉恩媫、陳詠嫻、黃泆潼、黃佩珊、馮漫晴、王啟翎、陳穎儀
- 集數：26
- 本輯第16集拍攝當晚，碰巧颱風約克襲港前一天（9月15日）。因此獎門人當晚決定不邀請非藝人嘉賓參加當晚拍攝，並臨危受命請來獎老及獎姐客串嘉賓，以及於電視城內急找藝人頂替拍攝。
- 翡翠台於2017年6月4日至6月25日，重播此輯節目，但只重播了其中4集，包括第2、4、22和23集。

### 主持登場集數
有#指此集以嘉賓形式出現
| 主持   | 1 | 2 | 3 | 4 | 5 | 6 | 7 | 8 | 9 | 10 | 11 | 12 | 13 | 14 | 15 | 16 | 17 | 18 | 19 | 20 | 21 | 22 | 23 | 24 | 25 |
| ------ | - | - | - | - | - | - | - | - | - | -- | -- | -- | -- | -- | -- | -- | -- | -- | -- | -- | -- | -- | -- | -- | -- |
| 曾志偉 |   |   |   |   |   |   |   |   |   |    |    |    |    |    |    |    |    |    |    |    |    |    |    |    |    |
| 錢嘉樂 |   |   |   |   |   |   |   |   |   |    |    |    |    |    |    | #  | ☒  | ☒  | ☒  | ☒  |    |    | ☒  | ☒  |    |
| 林曉峰 |   |   |   |   |   |   | ☒ |   |   | ☒  |    |    |    |    |    | #  |    | ☒  |    |    |    |    |    |    |    |
| 蘭 茜  |   | ☒ | ☒ | ☒ |   |   |   |   | ☒ |    |    | ☒  |    | ☒  |    | #  |    |    |    |    |    |    |    |    | #  |
| 欧倩怡 |   |   | ☒ | ☒ | ☒ |   | ☒ |   | ☒ | ☒  |    |    | ☒  | ☒  | ☒  | ☒  |    |    |    |    |    |    |    |    |    |

## 曾出現遊戲環節

### 驚天動地篇（逢星期一、三、五）
- 驚天動地玩SIT UP
  - 參賽者須一邊做仰臥起坐，一邊運送盒裝飲品至身後的箱子中，獎門人會於過程中從高空掉下妨礙物品。最後運送數量較多的參賽者則屬勝出。
- 驚天動地食住上
  - 參賽者鬥快吃到連在長繩另一端的餅乾。最先完成的參賽者則屬勝出。
- 驚天動地細路諗乜嘢
  - 參賽者觀看影片中的小朋友，並猜測該名小朋友會否被電視機中的人物或角色引誘做出指定動作。準確猜出的參賽者則屬勝出。
- 驚天動地剪大繩
  - 參賽者分成兩隊進行剪繩遊戲，多條長繩中，其中兩條各自連住兩隊頭上的大水球。參賽者輪流剪斷任何一條長繩，若剪中與水球相連的繩，水球則會爆破。最後未被淋水的隊伍則屬勝出。
- 驚天動地㩒到你停
  - 參賽者於不看計時器的情況下，自行心算指定秒數並按下按鈕。若未能於指定秒數按下按鈕，參賽者頭上會有麵粉或髮菜等懲罰物品掉下。準確成功或最接近指定時間者則屬勝出。
- 驚天動地幸運輪
  - 由兩名於「驚天動地唔係呀話」出線的參賽者參與，輪流於最多兩次轉輪盤的機會中轉出總和等於或最接近100分的參賽者則屬勝出；唯若分數總和超過100分者則屬淘汰。
- 驚天動地跑馬仔
  - 透過抽籤選出的團體單位及現場觀眾等將被分成四組進行遊戲。每隊以一個撲克花色代表，由獎門人順序揭開手上的撲克牌並按照花色排列，最先被抽出十張的花色的組別則屬勝出。
- 驚天動地搵啖食
  - 參賽者將以搖搖板所拋出的食物以口接住。成功接到最多次的參賽者則屬勝出。
- 驚天動地反轉大電視
  - 兩名參賽者均背向題目，由提示者控制猜題者的身體四肢動作，以讓猜題者猜出題目。限時內猜對最多題目的隊伍則屬勝出。
- 驚天動地大電視
  - 隊員輪流擔任提示者及猜題者，提示者透過言語或動作令猜題者猜出題目，若提示者說出題目中字眼或猜題者偷看題目，該題目則作廢。限時內猜對最多題目的隊伍則屬勝出。
- 驚天動地排排坐
  - 兩隊各派出一個代表負責同時猜站立人數，代表及其他參賽者可選擇站立與否，若雙方同時猜中或猜不中站立人數則需繼續猜，若其中一方猜中站立人數而另一方猜不中則得1分，最後總分最高的組別則屬勝出。
- 驚天動地估歌仔
  - 參賽者鬥快猜出由外國人所唱出的粵語／國語歌曲的歌名。猜對最多歌曲的參賽者則屬勝出。
- 驚天動地飛拖鞋
  - 全場總冠軍將拖鞋踢向遊戲板，根據獲得分數總和決定獲得獎品數量。
- 驚天動地閂大閘
  - 參賽者須在限時內以動作或語言提示令另一參賽者猜出題目，若提示者說出題目中字眼或猜題者偷看題目，該題目則作廢。猜對最多題目的隊伍則屬勝出。
- 驚天動地乒乓波
  - 參賽者分成兩組，以單打形式進行乒乓球比賽。在打乒乓球期間，參賽者須輪流答出與獎門人題目相關的答案。如參賽者接不到乒乓球、乒乓球不過網、不能在接乒乓球時回答題目、或者答案重複，則被判為負方，須立刻換人作賽。勝方可獲得一分。最先達到十一分的隊伍則屬勝出。
- 驚天動地傳口噏
  - 隊員需記錄獎門人所說的內容，並將其傳給下一位隊員，如此類推至最後一位隊員，最後一位隊員所說的內容與獎門人所說的內容最相符的隊伍則為勝出。
- 驚天動地運啜搶
  - 第一回合：隊員輪流將置於吹風機上的乒乓球以口吸住，並運送至碗中。限時內運送最多乒乓球的隊伍則屬勝出。
  - 第二回合：兩隊各派出一名隊員，以口搶走置於吹風機上的的乒乓球，搶到乒乓球的隊員所代表的組別則加1分，最後總分最高的隊伍則為勝出。
- 驚天動地頭頂波
  - 兩名參賽者以額頭夾住排球走過指定路線及障礙物，最後將排球降落至籃中。限時內最快完成的隊伍則屬勝出。
- 驚天動地鬥快喊
  - 兩名參賽者於演出短劇過程中盡快流出眼淚，需時最少的隊伍則屬勝出。
- 驚天動地彈彈波
  - 參賽者輪流以雙手同時彈接兩個彈彈球，成功則由下一位挑戰，直至有參賽者接不到為止。落敗者須接受忌廉懲罰。
- 驚天動地拍蛋蛋 / 驚天動地郁親手就聽打
  - 兩名參賽者猜拳，猜勝者可抽選一隻雞蛋拍向對方的頭上。抽中最多生雞蛋拍在對方頭上的參賽者則屬勝出。
- 驚天動地拉枱布
  - 參賽者將餐桌上的桌布拉出，而餐桌上放置好的食物、餐具及擺設均沒有倒下則屬勝出。
- 驚天動地夾死你
  - 六名參賽者輪流以面部夾住多士爐彈出的麵包，成功人數較多的隊伍則屬勝出。
- 驚天動地唔係呀話
  - 第一回合：此回合會進行兩次，遊戲內容仿效外國節目《The Price is Right》。四名參賽者猜測一件產品的價錢，最接近而不高於原價者則可晉級至「驚天動地幸運輪」，並參與額外有獎遊戲以獲得更多獎品。
  - 第二回合：由「驚天動地幸運輪」勝出的參賽者參與，參賽者須猜出汽車及其他禮品的總值：
    - 玩法一：遊戲板上會出現一個錯誤價錢，而正確價錢為萬位數至個位數的數目字+1或-1。參賽者猜測一次後可獲得提示，以知道自己猜對多少個數字後改答案一次，最後猜中正確總值則可獲得所有獎品。
    - 玩法二：參賽者順序為萬位數至個位數擲骰，若直接擲出該位數的正確數字則可保留，否則須猜測該位數字比點數大或小。參賽者猜測一次後可獲得提示，以知道自己猜對多少個數字後改答案一次，最後猜中正確總值則可獲得所有獎品。

### 天下無敵篇（逢星期二）
- 天下無敵搵啖食
  - 參賽者將以搖搖板所拋出的食物以口接住。成功接到最多次的參賽者則屬勝出。
- 天下無敵運啜搶
  - 第一回合：隊員輪流將置於吹風機上的乒乓球以口吸住，並運送至碗中。限時內運送最多乒乓球的隊伍則屬勝出。
  - 第二回合：兩隊各派出一名隊員，以口搶走置於吹風機上的的乒乓球，搶到乒乓球的隊員所代表的組別則加1分，最後總分最高的隊伍則為勝出。
- 天下無敵噏乜鬼
  - 由獎門人講出一句廣東話諺語或俗語，並由六名不諳廣東話的外國人以「以訛傳訛」的形式傳遞，參賽者須透過外國人覆述猜出該句子。透過最少外國人猜出句子的隊伍則屬勝出。
- 天下無敵閂大閘
  - 參賽者須在限時內以動作或語言提示令另一參賽者猜出題目，若提示者說出題目中字眼或猜題者偷看題目，該題目則作廢。猜對最多題目的隊伍則屬勝出。
- 天下無敵乒乓波
  - 參賽者分成兩組，以單打形式進行乒乓球比賽。在打乒乓球期間，參賽者須輪流答出與獎門人題目相關的答案。如參賽者接不到乒乓球、乒乓球不過網、不能在接乒乓球時回答題目、或者答案重複，則被判為負方，須立刻換人作賽。勝方可獲得一分。最先達到十一分的隊伍則屬勝出。
- 天下無敵豆袋人
  - 參賽者須根據擲出豆袋人的姿勢形態，親自擺出相同的姿勢。最後獲得最多現場觀眾掌聲支持的隊伍則屬勝出。
- 天下無敵彈彈吓
  - 參賽者須根據擲出魔術貼人的姿勢形態，親自跳上魔術貼牆擺出相同的姿勢。最後獲得最多現場觀眾掌聲支持的隊伍則屬勝出。
- 天下無敵BOM CHA CHA / 天下無敵齊扮嘢
  - 玩法一：參賽者須模仿指定短劇影片或現場表演，最後獲得最多現場觀眾掌聲支持的隊伍則屬勝出。
  - 玩法二：隊伍根據隨機歌曲或音樂創作搞笑短劇，最後獲得最多現場觀眾掌聲支持的隊伍則屬勝出。
- 天下無敵打保齡
  - 全場總冠軍以保齡球打倒保齡球樽，打倒保齡球樽則可獲得相應獎品。

### 超級無敵篇（逢星期四）
- 超級無敵夾死你
  - 兩名參賽者需以面部或指定身體部位夾住多士爐彈出的麵包，成功次數較多的隊伍則屬勝出。
- 超級無敵反轉大電視
  - 兩名參賽者均背向題目，由提示者控制猜題者的身體四肢動作，以讓猜題者猜出題目。限時內猜對最多題目的隊伍則屬勝出。
- 超級無敵排排坐
  - 兩隊各派出一個代表負責同時猜站立人數，代表及其他參賽者可選擇站立與否，若雙方同時猜中或猜不中站立人數則需繼續猜，若其中一方猜中站立人數而另一方猜不中則得1分，最後總分最高的組別則屬勝出。
- 超級無敵唱衰你 / 超級無敵腳底按摩唱衰你
  - 參賽者以流行歌曲配上改編歌詞「唱衰」對方，最後獲得最多現場觀眾掌聲支持的隊伍則屬勝出。第十九集加插腳底按摩環節，參賽者須於腳底按摩期間唱出歌曲。
- 超級無敵估歌仔
  - 參賽者鬥快猜出由外國人所唱出的粵語／國語歌曲的歌名。猜對最多歌曲的參賽者則屬勝出。
- 超級無敵馬拉松
  - 參賽者進行詞語接龍遊戲。由獎門人講出一個詞語，第一位參賽者則要利用之前的詞語的最後一字作為新的詞語的頭一個字，再加入一個詞語，而之後的參賽者，要先重複之前所有說過的詞語，最後再加上自己說出的詞語。如果參賽者中途忘記或唸錯詞語，或者重複詞語完畢後不能立刻接上新的詞語，或者新的詞語和舊的出現重複則會被淘汰。留守到最後沒有被淘汰的一名參賽者則屬勝出。
- 超級無敵飛拖鞋
  - 全場總冠軍將拖鞋踢向遊戲板，根據獲得分數總和決定獲得獎品數量。

### 每週台主總決賽（逢星期五）
- 驚天動地玩三公
  - 參賽者進行「三公」遊戲。每位參賽者於遊戲開始前均獲發兩張撲克牌，另外需於物品欄中選擇一件物品，該物品價值的十位數代表參賽者獲得的最後一張撲克牌。最後點數最高的參賽者則屬勝出。
- 驚天動地搵啖食
  - 玩法同「天下無敵搵啖食」，最先吃到的參賽者則屬勝出。
- 驚天動地爭櫈仔
  - 所有參賽者於音樂播放期間圍繞椅子（其數量比參賽人數少）走，當音樂停止播放的時候，參賽者需鬥快坐上椅子，若未能搶到椅子，則須回答問題，回答正確則可淘汰一位參賽者，回答錯誤則需淘汰，最後未被淘汰的參賽者則屬勝出。
- 驚天動地閂大閘
  - 玩法同「天下無敵閂大閘」，猜對最多題目的隊伍則屬勝出。
- 驚天動地劃火柴
  - 參賽者輪流點著火柴，成功則由下一位挑戰，直至有參賽者失敗為止。落敗者須接受忌廉懲罰。
- 驚天動地彈彈波
  - 玩法同「驚天動地彈彈波」。
- 驚天動地拍蛋蛋
  - 玩法同「驚天動地拍蛋蛋 / 驚天動地郁親手就聽打」。
- 總冠軍遊戲
  - 全星期總冠軍須於限時內以數字卡排出汽車及其他禮品的金額總值，完成排序後可暫停計時器並獲得提示，以知道自己猜對多少個數字後改答案，限時內可無限次改答案直至猜對。最後猜中正確總值則可獲得所有獎品。

### 一家大細靠哂你
每星期由一個家庭參與此環節，其中一名家庭成員會被指定挑戰一項高難度任務。該家庭會有一個星期的練習時間，最後於星期五節目錄影現場正式挑戰。挑戰成功則可獲得豐富獎金及獎品。另外星期一至四的節目均播放練習過程片段。
- 驚天動地拉枱布（挑戰家庭：陳宅；挑戰成員：陳太 — 媽媽）
  - 一次機會內將餐桌上的桌布拉出，而餐桌上放置好的食物、餐具及擺設均沒有倒下。
- 驚天動地打功夫（挑戰家庭：郭宅；挑戰成員：郭太 — 媽媽）
  - 依照「虎鶴雙形拳」拳譜，在最多兩次失誤的情況下，順序及正確地耍出所有招式。
- 驚天動地比卡超（挑戰家庭：梁宅；挑戰成員：梁生 — 爸爸）
  - 在最多兩次失誤的情況下，正確地答出一百隻螢幕上隨機出現的《寵物小精靈》小精靈的名稱。
- 驚天動地疊骰仔（挑戰家庭：陳宅；挑戰成員：陳太 — 媽媽）
  - 一次機會內在鋪上防火膠板的餐桌上，搖動骰盅後將五顆骰子疊起。

## 歌曲
- 主題曲：驚天動地獎門人
  - （Medley：天下無敵我愛你、嘩）（註：歌詞與兩首原裝版本有出入）
  - 作曲：吳國恩、唐奕聰、雷頌德、鄧建明
  - 主唱：曾志偉、錢嘉樂、林曉峰、蘭茜、歐倩怡
  - 提供：環球唱片有限公司